# Hogna enecens
Hogna enecens Roewer, 1959 è un ragno appartenente alla famiglia Lycosidae.

## Caratteristiche
Il metatarso e il tarso sono ricoperti per tutta la lunghezza da scopulae.
L'olotipo femminile rinvenuto ha lunghezza totale è di 22 mm; la lunghezza del cefalotorace è di 9,0 mm e quella dell'opistosoma è di 13,0 mm.

## Distribuzione
La specie è stata reperita nel Kenya centromeridionale: a pochi chilometri da Nairobi.

## Tassonomia
Al 2017 non sono note sottospecie e dal 1959 non sono stati esaminati nuovi esemplari.